# Anaxipha conspersa
Anaxipha conspersa är en insektsart som först beskrevs av Bruner, L. 1916.  Anaxipha conspersa ingår i släktet Anaxipha och familjen syrsor. Inga underarter finns listade i Catalogue of Life.